# WTA Doubles Championships 1997 - Doppio
Il doppio del WTA Doubles Championships 1997 è stato un torneo di tennis facente parte del WTA Tour 1997.
Nicole Arendt e Manon Bollegraf erano le detentrici del titolo e hanno battuto in finale 6–1, 3–6, 7–5 Rachel McQuillan e Nana Miyagi.

## Teste di serie
1. Nicole Arendt /  Manon Bollegraf (campionesse)
2. Lori McNeil /  Larisa Neiland (semifinali)
3. Gigi Fernández /  Patricia Tarabini (quarti di finale)
4. Yayuk Basuki /  Caroline Vis (quarti di finale)

## Tabellone

### Legenda
| - Q = Qualificato - WC = Wild card - LL = Lucky loser | - ALT = Alternate - SE = Special Exempt - PR = Protected Ranking | - w/o = Walkover - r = Ritirato - d = Squalificato |

|  | Quarti di finale | Quarti di finale                 | Quarti di finale                 | Quarti di finale | Quarti di finale |  |  | Semifinali | Semifinali                    | Semifinali                    | Semifinali                   | Semifinali |   |   | Finale | Finale                        | Finale | Finale | Finale |  |
|  |                  |                                  |                                  |                  |                  |  |  |            |                               |                               |                              |            |   |   |        |                               |        |        |        |  |
|  | 1                | Nicole Arendt Manon Bollegraf    | Nicole Arendt Manon Bollegraf    | 6                | 7                |  |  |            |                               |                               |                              |            |   |   |        |                               |        |        |        |  |
|  |                  | Olga Lugina Elena Wagner         | Olga Lugina Elena Wagner         | 4                | 5                |  |  | 1          | Nicole Arendt Manon Bollegraf | Nicole Arendt Manon Bollegraf | 6                            | 6          |   |   |        |                               |        |        |        |  |
|  | 3                | Gigi Fernández Patricia Tarabini | Gigi Fernández Patricia Tarabini | 5                | 3                |  |  |            | Mercedes Paz Chanda Rubin     | Mercedes Paz Chanda Rubin     | 1                            | 3          |   |   |        |                               |        |        |        |  |
|  |                  | Mercedes Paz Chanda Rubin        | Mercedes Paz Chanda Rubin        | 7                | 6                |  |  |            |                               |                               |                              |            |   |   | 1      | Nicole Arendt Manon Bollegraf | 6      | 3      | 7      |  |
|  |                  | Rachel McQuillan Nana Miyagi     | 7                                | 1                | 6                |  |  |            |                               |                               | Rachel McQuillan Nana Miyagi | 1          | 6 | 5 |        |                               |        |        |        |  |
|  | 4                | Yayuk Basuki Caroline Vis        | 6                                | 6                | 4                |  |  |            | Rachel McQuillan Nana Miyagi  | Rachel McQuillan Nana Miyagi  | 6                            | 6          |   |   |        |                               |        |        |        |  |
|  |                  | Debbie Graham Kristine Kunce     | Debbie Graham Kristine Kunce     | 4                | 4                |  |  | 2          | Lori McNeil Larisa Neiland    | Lori McNeil Larisa Neiland    | 1                            | 4          |   |   |        |                               |        |        |        |  |
|  | 2                | Lori McNeil Larisa Neiland       | Lori McNeil Larisa Neiland       | 6                | 6                |  |  |            |                               |                               |                              |            |   |   |        |                               |        |        |        |  |